# Українське питання і російська громадськість
Українське питання і російська громадськість — стаття українського науковця Володимира Вернадського, в якій він виступає проти здобуття Україною незалежності та за продовження перебування українського руху в складі Російської держави.
Статтю було написано влітку 1915 року, але ніколи так і не було надруковано при житті автора. Вперше стаття з'явилася у 1988 році в українському перекладі у часописі Вітчизна у перекладі українською Наталки Білоцерківець.

## Основні тези
Загалом стаття написана як звернення Вернадського до російських інтелектуалів з практичними кроками як «утримати» Україну у Російській імперії, шляхом лібералізації мовної та культурної політики Росії щодо України. З тону статті зрозуміло що Вернадського сильно засмутило здобуття Польщею незалежності від Росії як фізичної так і культурної і всі його поради російським інтелектуалам спрямовані на уникнення повторення цього сценарію в Україні.
На початку статті Вернадський робить короткий опис утисків українців В Московії з XVII по 1915 рік, включно з забороною української мови через Валуєвський циркуляр (1863) та Емський наказ (1876) тощо. Вернадський також згадує що у 1905 році утиски проти української мови тимчасово послабилися після прийняття постанови «Про відміну утисків малоросійського друкованого слова», але майже відразу знову посилилися у 1905–1907 роках руками Петра Столипіна який почав закривати українські культурні центри «Просвіти».
Наприкінці статті загальний висновок Вернадського щодо «українського питання» зводиться до того що він не вважає можливим здобуття Україною незалежності. Вернадський переконує своїх співвітчизників російських інтелектуалів що «найширший розвиток української культури» є абсолютно сумісним з державною єдністю України з Росією, але наголошує, що за Росією має обов'язково зберегтися культурний та політичний вплив на «український рух», оскільки в іншому випадку українці матимуть тенденцію до «тяжіння до зовнішніх центрів […] Львова та Чернівців». Вернадський наголошує на важливості «збереження й розвитку руського племені [з малоросів та великоросів] з його споконвічних коренів» й одночасного «посилення опору чужорідним впливам» та усунення умов, які «штучно відхиляють» інтерес українського народу в «бік неросійських тяжінь». Наостанок Вернадський наголошує на критичній важливості продовження утримання України в культурному полі Росії, інакше з українцями може статися те що сталося з поляками яким стало «цілковито байдуже до питань повсякденного російського життя, оскільки вони не пов'язані з суто польськими інтересами».